# Randia induta
Randia induta är en måreväxtart som beskrevs av Paul Carpenter Standley. Randia induta ingår i släktet Randia och familjen måreväxter. Inga underarter finns listade i Catalogue of Life.